# Unidad Editorial
Unidad Editorial, S.A. è un gruppo editoriale spagnolo, di proprietà del gruppo italiano RCS MediaGroup. È leader nella stampa quotidiana e nel settore dell'informazione online attraverso i giornali El Mundo, Expansión e Marca. El Mundo è il secondo quotidiano più venduto in Spagna, superato solo da El País, e il suo sito internet è il più visitato tra quelli dei mezzi di comunicazione europei in lingua spagnola, con 24 milioni di visitatori unici per l'edizione online del giornale, media di visite mensili durante il 2009
Nato nel 2007 dalla fusione di Unedisa e Recoletos, fa parte di RCS MediaGroup, che detiene il 96,48% del capitale di Unidad Editorial.

## Attività

### Giornali
- El Mundo
- Expansión (giornale economico)
- Marca (giornale sportivo)
- El Cronista (Buenos Aires)
- Diario Económico (Lisbona)
- Diario Información (Santiago del Cile)

### Riviste
- Actualidad Economica (rivista economica)
- Marca (rivista sportiva)
- NBA
- Arte

### Televisione e radio
- Veo Televisión (tv generalista)
- MARCA TV (canale sportivo)
- Radio Marca (radio sportivo)